# Frédérick Deschamps de La Place
Frédérick Deschamps de La Place (geboortedatum onbekend) was de tweede gouverneur van La Tortue. Men weet zeer weinig over hem; buiten dat hij zeerover/boekanier François L'Olonnais een schip gaf in de jaren 1660. Dankzij dit schip kon de boekanier zijn piratenleven beginnen. De la Place wist wat L'Olonnais van plan was met het schip; maar Frankrijk was met Spanje in oorlog en De la Place zag er dus alleen maar voordelen in een nieuwe boekanier de zee op te sturen.
Later (men weet niet wanneer) "verdween" De la Place. Niemand weet écht zeker hoe of waarom dat hij geen gouverneur meer was, of zelfs het eiland verliet.